# Acanthaspis
Genre
Acanthaspis  est un genre d'insectes hémiptères hétéroptères (punaises) de la famille des réduves. 

## Liste d'espèces
Selon BioLib (24 décembre 2019) :
- Acanthaspis alagiriensis Murugan & Livingstone, 1994
- Acanthaspis alluaudi Jeannel, 1919
- Acanthaspis angalia Jeannel, 1917
- Acanthaspis angularis Stål, 1859
- Acanthaspis annulata Schouteden, 1906
- Acanthaspis annulicornis Stål, 1874
- Acanthaspis apicata Distant, 1903
- Acanthaspis arambourgi Villiers, 1944
- Acanthaspis armata De Carlini, 1892
- Acanthaspis avarus Miller, 1948
- Acanthaspis bellulus Miller, 1948
- Acanthaspis berensbergi Schouteden, 1909
- Acanthaspis bidiana Miller, 1940
- Acanthaspis biguttula Stål, 1863
- Acanthaspis biligata (Walker, 1873)
- Acanthaspis bilineolata (de Beauvois, 1805)
- Acanthaspis bimaculata Stål, 1855
- Acanthaspis binghami Distant, 1903
- Acanthaspis bistillata Stål, 1858
- Acanthaspis bombayensis Distant, 1909
- Acanthaspis burgeoni Schouteden, 1952
- Acanthaspis callidus Miller, 1948
- Acanthaspis carinata Murugan & Livingstone, 1994
- Acanthaspis carlinii Villiers, 1943
- Acanthaspis celidota Swanson, 2017
- Acanthaspis chilawensis Distant, 1911
- Acanthaspis cincticrus Stål, 1859
- Acanthaspis collaris Hsiao, 1976
- Acanthaspis concinnula Stål, 1863
- Acanthaspis conspersa Stål, 1874
- Acanthaspis coprologus (Annandale, 1906)
- Acanthaspis coranodes Stål, 1874
- Acanthaspis curvidens Distant, 1903
- Acanthaspis despoliator Miller, 1948
- Acanthaspis distanti Banks, 1909
- Acanthaspis divisicollis (Walker, 1873)
- Acanthaspis dubia Reuter, 1881
- Acanthaspis elongata Villiers, 1944
- Acanthaspis erlangeri Schouteden, 1906
- Acanthaspis fasciata Stål, 1874
- Acanthaspis flavipes Stål, 1855
- Acanthaspis flavovaria (Hahn, 1834)
- Acanthaspis frater Schouteden, 1931
- Acanthaspis fulviconnexa Cao, Rédei, Huli & Cai, 2014
- Acanthaspis fulvilabris Germar, 1837
- Acanthaspis fulvipes (Dallas, 1850)
- Acanthaspis fuscinervis Hsiao, 1976
- Acanthaspis fusconigra Dohrn, 1860
- Acanthaspis geniculata Hsiao, 1976
- Acanthaspis gracilipes Jeannel, 1917
- Acanthaspis gregoryi Distant, 1903
- Acanthaspis gridellii Mancini, 1946
- Acanthaspis gulo Stål, 1863
- Acanthaspis helluo Stål, 1863
- Acanthaspis hieroglyphicus (Walker, 1873)
- Acanthaspis hisarensis Sucheta & Chopra, 1989
- Acanthaspis humeralis (Scott, 1874)
- Acanthaspis immodesta Bergroth, 1914
- Acanthaspis inermis Stål, 1870
- Acanthaspis inscripta Distant, 1903
- Acanthaspis iracunda Stål, 1874
- Acanthaspis katangae Schouteden, 1913
- Acanthaspis laoensis Distant, 1919
- Acanthaspis lineatipes Reuter, 1881
- Acanthaspis livingstonei Vennison & Ambrose, 1988
- Acanthaspis livingstoni Y. C. Gupta & P. Gupta, 2005
- Acanthaspis luteipes Walker, 1873
- Acanthaspis maculata Distant, 1910
- Acanthaspis megaspila Walker, 1873
- Acanthaspis melanota Cao, Rédei, Huli & Cai, 2014
- Acanthaspis micrographa Walker, 1873
- Acanthaspis minutum Livingstone & Murugan, 1988
- Acanthaspis niger Sucheta & Chopra, 1989
- Acanthaspis nigricans Ambrose, 1994
- Acanthaspis nigripes Livingstone & Murugan, 1988
- Acanthaspis noctis Distant, 1903
- Acanthaspis nugax Stål, 1865
- Acanthaspis obscura Stål, 1855
- Acanthaspis ochracea Stål, 1855
- Acanthaspis octoguttata Cao, Rédei, Huli & Cai, 2014
- Acanthaspis pedebus P. Putshkov in V. Putshkov & al., 1987
- Acanthaspis pedestris Schouteden, 1952
- Acanthaspis pernobilis Reuter, 1881
- Acanthaspis petax Stål, 1865
- Acanthaspis phalerata Miller, 1940
- Acanthaspis philomanmariae Vennison & Ambrose, 1988
- Acanthaspis picta Hsiao, 1976
- Acanthaspis porrecta Distant, 1904
- Acanthaspis pustulata Stål, 1874
- Acanthaspis quadriannulata Stål, 1870
- Acanthaspis quinquespinosa (Fabricius, 1781)
- Acanthaspis rama Distant, 1904
- Acanthaspis rapida Stål, 1865
- Acanthaspis reuteri Lethierry & Severin, 1896
- Acanthaspis reuteriana Schouteden, 1909
- Acanthaspis reuteriellus Schouteden, 1892
- Acanthaspis ruficeps Hsiao, 1976
- Acanthaspis rugulosa Stål, 1863
- Acanthaspis russoi Mancini, 1946
- Acanthaspis sericata Distant, 1904
- Acanthaspis sexguttata (Fabricius, 1775)
- Acanthaspis signaticollis Stål, 1866
- Acanthaspis signifera Stål, 1863
- Acanthaspis siruvanii Livingstone & Murugan, 1988
- Acanthaspis siva Distant, 1904
- Acanthaspis stamperi Schouteden, 1929
- Acanthaspis subinermis Hsiao, 1976
- Acanthaspis subrufa Distant, 1903
- Acanthaspis succinea Distant, 1903
- Acanthaspis sulcipes Signoret, 1858
- Acanthaspis tanganyikae Schouteden, 1909
- Acanthaspis tavoyana Distant, 1903
- Acanthaspis tenebrosa Stål, 1863
- Acanthaspis tergemina Burmeister, 1835
- Acanthaspis trimaculata Reuter, 1887
- Acanthaspis unifasciata (Wolff, 1800)
- Acanthaspis vaneyeni Schouteden, 1952
- Acanthaspis varicolor Schouteden, 1909
- Acanthaspis variegata Stål, 1874
- Acanthaspis variivenis Noualhier, 1906
- Acanthaspis vidua Stål, 1859
- Acanthaspis vilhenai Villiers, 1952
- Acanthaspis vincta Distant, 1903
- Acanthaspis vitticollis Reuter, 1881
- Acanthaspis vrijdaghi Schouteden, 1931
- Acanthaspis westermanni Reuter, 1881
- Acanthaspis xerampilina Distant, 1903
- Acanthaspis zebraica Distant, 1904

## Étymologie
Le genre Acanthaspis tire son nom du grec ancien ἄκανθα, ákantha, « épine », et ἀσπίς, aspís, « bouclier ».

## Publication originale
- C.-J.-B. Amyot et Audinet Serville, Histoire naturelle des insectes. Hémiptères., Paris, Librairie encyclopédique de Roret, 1843 (OCLC 13211865, LCCN 06029436, DOI 10.5962/BHL.TITLE.8471).